# Microcaecilia taylori
Microcaecilia taylori är en groddjursart som beskrevs av Ronald Archie Nussbaum och Marinus S. Hoogmoed 1979. Microcaecilia taylori ingår i släktet Microcaecilia och familjen Caeciliidae. IUCN kategoriserar arten globalt som livskraftig. Inga underarter finns listade i Catalogue of Life.